# Lyrstjärtspleco
Lyrstjärtspleco, även kallad älvmal (Acanthicus hystrix), är en sötvattenlevande art av fisk som beskrevs av Spix och Agassiz 1829. Arten ingår i släktet Acanthicus, och familjen harneskmalar (Loricariidae). Vuxna exemplar kan bli upp till och med 53 cm långa. Inga underarter finns listade i Catalogue of Life.

## Utbredning
Lyrstjärtspleco förekommer i delar av Amazonflodens avrinningsområde i Brasilien och Peru.